# Paa minica
Paa minica é uma espécie de anfíbio da família Ranidae.
Pode ser encontrada nos seguintes países: Índia, Nepal e possivelmente em China.
Os seus habitats naturais são: regiões subtropicais ou tropicais húmidas de alta altitude, matagal tropical ou subtropical de alta altitude e rios.
Está ameaçada por perda de habitat.